# Метангици
Метангици (грч. Μεταγκίτσι) је насељено место у општини Ситонија у периферији Средишња Македонија, Грчка. Према попису из 2021. године било је 823 становника.
Према бугарском географу и историчару, Василу Канчову, у Метангицију је 1900. године живело 300 Грка.